# Philippe Gauthier (animateur radio)
Pour les articles homonymes, voir Philippe Gauthier.
Philippe Gauthier est un animateur de radio et de télévision à la RTBF, né le 15 janvier 1948 à Charleroi et décédé le 23 août 2018 au Centre hospitalier universitaire de Mont-Godinne. Il a été une figure de Radio 2 (deuxième programme), radio wallonne populaire, pendant les années 1980 et au début des années 1990. Il est aussi connu pour avoir mis en lumière la gastronomie wallonne.

## Biographie
Après des études de sociologie à l'UCL, Philippe Gauthier entre à la RTBF où il conçoit et anime, assisté par son épouse Dany Martin, sur Radio 2 (la plus populaire des radios de la RTBF) l'émission Zone Verte qui promeut l'écologie et les traditions artisanales wallonnes. En 1981 sort le livre Les meilleures recettes de Wallonie recueillies par Zone Verte, plein de secrets culinaires familiaux et de préparations tombées en désuétude ou en voie d'être oubliées. Par exemple les côtelettes au Herve et sirop de Liège, les cabuzettes farcies, les djamblettes de Nouvel An ou le boudin de ménage de Bastogne.
En 1982, l'ouvrage débouche sur un prolongement télévisé : l'émission gastronomique Vieilles casseroles et bonnes recettes présentée par Philippe Gauthier dans la cuisine de ses auditeurs. 
Au milieu des années 1980, il anime, encore assisté par son épouse, l'émission Énergie douce, encore sur Radio 2.
Fin 1989, sort le second volume des recueils de recettes de Wallonie.
Pendant quatre ans, à partir du printemps 1989, toujours sur Radio 2, il conçoit et anime avec son épouse Dany Martin Perfecto, émission rock pour les 12-20 ans, aux choix très pointus.
En 1991, le couple se sépare, ce qui amène Philippe Gauthier à rejoindre, au milieu des années 1990, l'équipe de l'émission de télévision Autant Savoir où il enquête notamment sur le poulet élevé en batterie, la transformation du saumon fumé, le tram en Région bruxelloise, l'habitat groupé en Wallonie ou la centrale nucléaire de Tihange.
Dans les années 2000, il termine sa carrière en dirigeant des séquences, notamment sur des musées et châteaux, dans l'émission télévisée Télétourisme qui met en valeur le patrimoine wallon et bruxellois.